# Edição de imagens

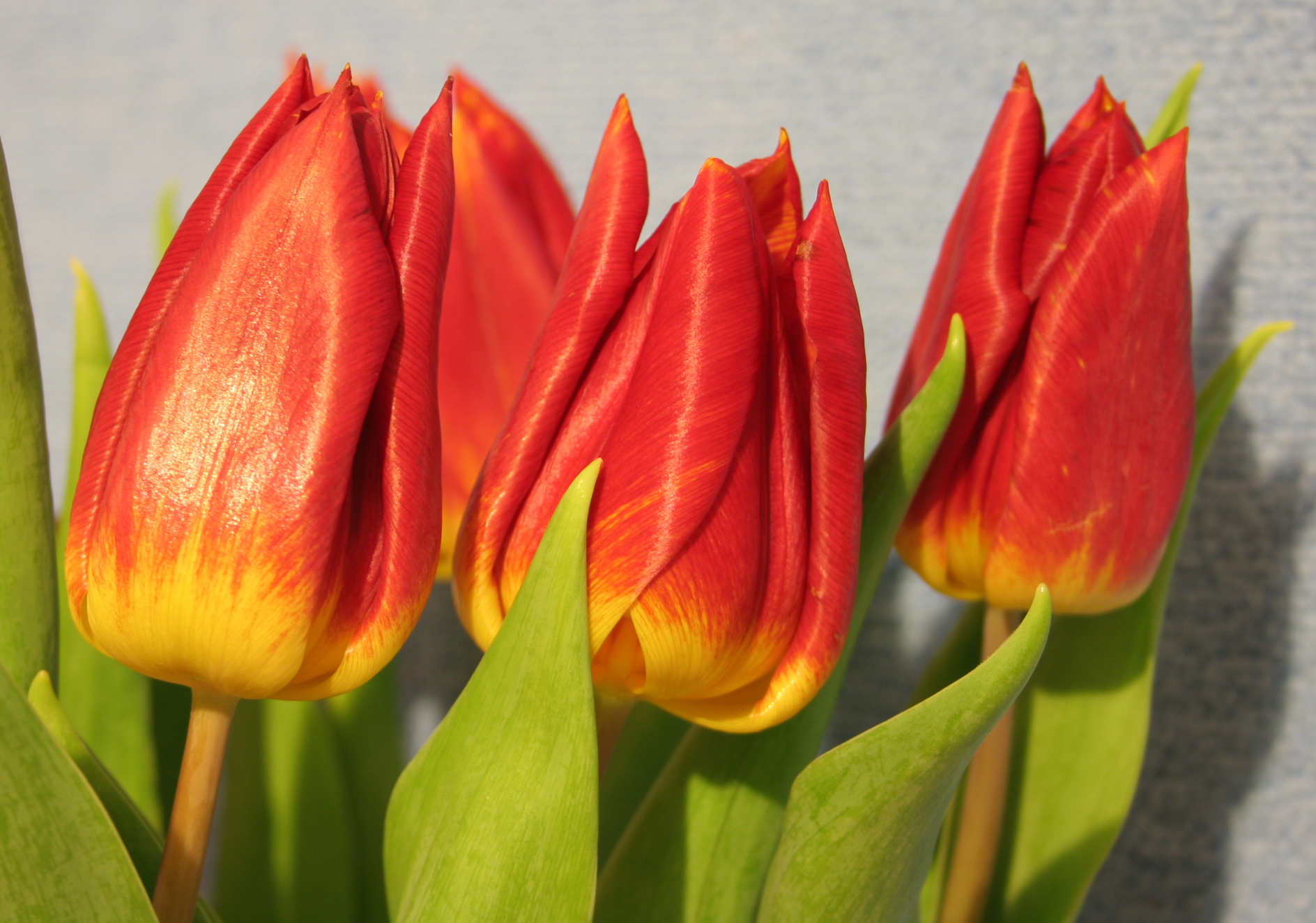
Cor original..

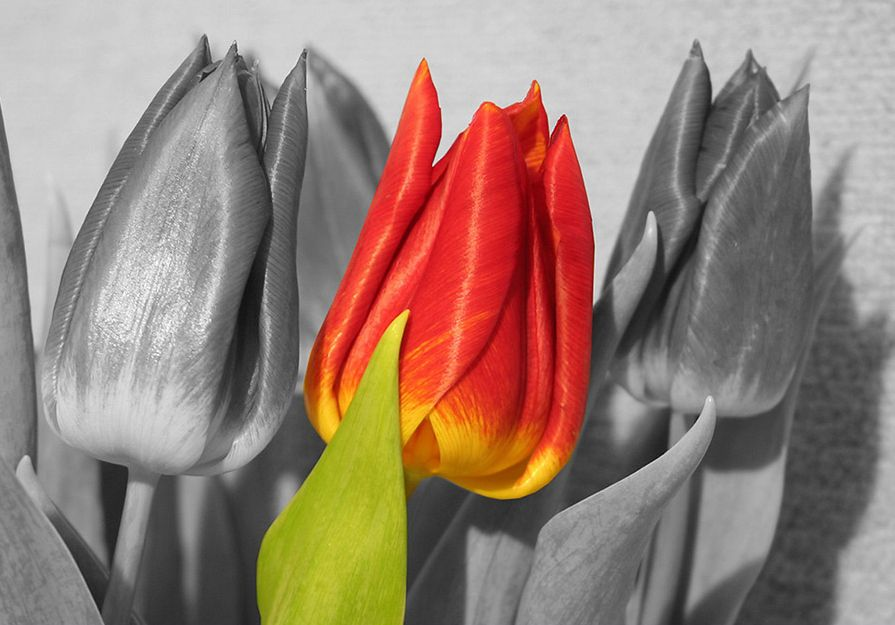
Destaque uma seção por meio de cores..

A Edição é a alteração/manuseamento de determinado conteúdo tendo por seu documento pessoal objectivo um uso determinado.
Habitualmente o termo é mais relacionado com a edição de texto, ou a transformação de um manuscrito em formato comercializável e reprodutível, como um livro. O acto de editar determinado conteúdo chama-se editoração, e o sujeito é o editor.
A edição compreende também a alteração de conteúdos vídeo, como a edição de vídeo, num processo análogo à Montagem cinematográfica ou videográfica, assim como imagens não sequenciais, como a Edição de imagens como as fotografias, textos de vários outros formatos consoante o meio de comunicação, como a edição jornalística, ou a edição internet, ou sons, como a edição de música ou a edição radiofônica.